# Dinidoridae
Dinidoridae apesar de ter um tamanho relativamente grande (10 a 30 mm) e sua coloração aposemática, estes percevejos raramente estão representados em coleções. Compreende 115 espécies em 13 gêneros, sendo predominantemente encontrados nas regiões Afrotropical e Oriental. A família foi revisada por Durai (1987), que reconheceu as subfamílias Dinidorinae e Megymeninae (cada uma com duas tribos).